# Эпаф
Эпаф (др.-греч. Ἔπαφος) — персонаж древнегреческой мифологии, сын Зевса и Ио, родоначальник аргосских и фиванских героев. Стал царём Египта и основателем Мемфиса, в исторические времена отождествлялся со священным быком Аписом.

## Биография

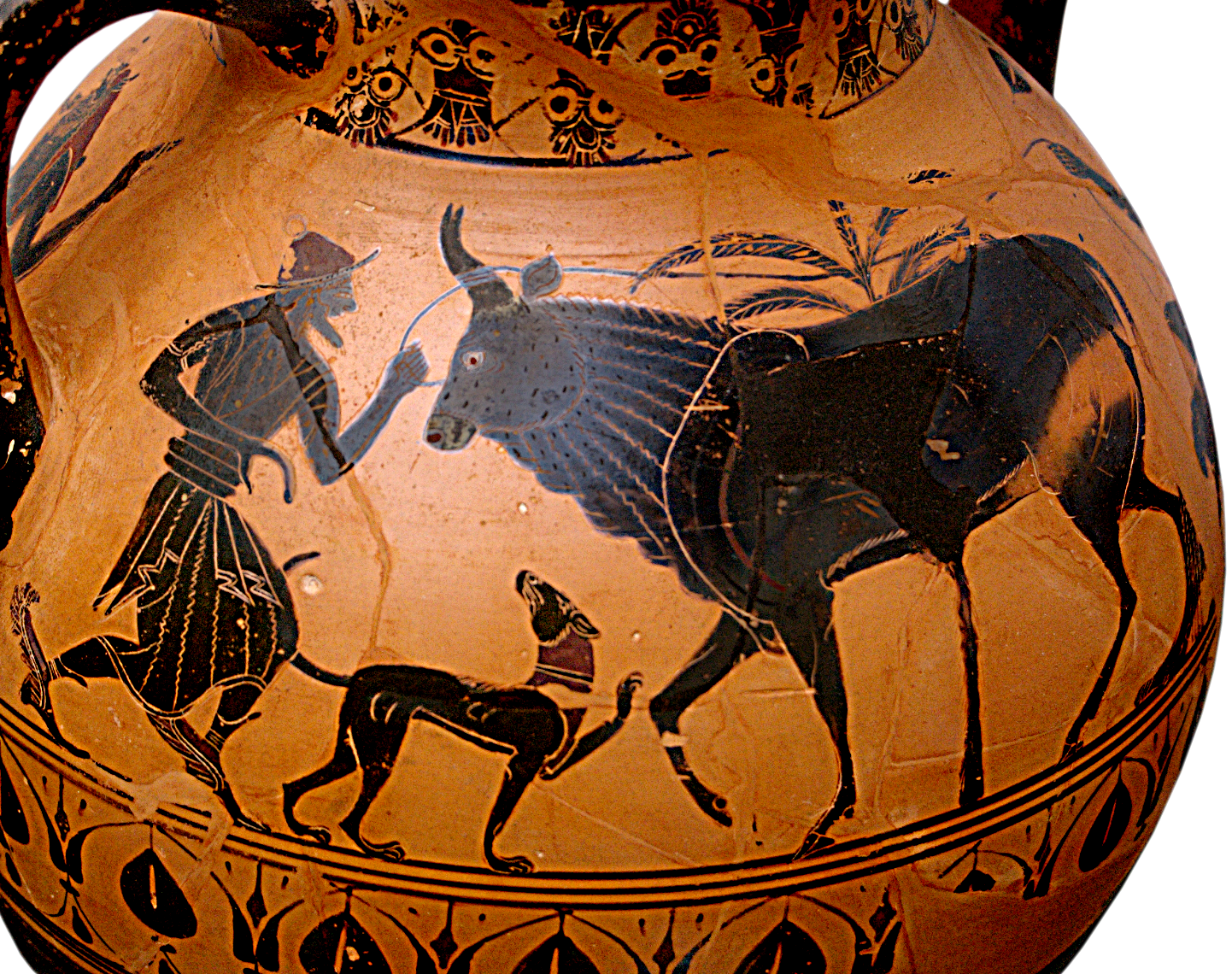
Ио в образе коровы

Матерью Эпафа была Ио, дочь речного бога и царя Аргоса Инаха либо дочь другого царя Аргоса Иаса. Зевс в виде облака сошёлся с Ио. В это время Гера, подозревая супруга в измене, решила спуститься к мужу на землю. Зевс в последний момент предугадал появление Геры и превратил свою возлюбленную в белую корову. Превращённая в корову и преследуемая страшным оводом, которого создала ревнивая Гера, Ио скиталась по многим странам, пока не добралась до берегов Нила. Там она снова превратилась в человека и родила темнокожего сына, получившего имя Эпаф («дитя прикосновения»). Куреты по просьбе Геры похитили ребёнка и отдали его на воспитание царю Библа в Финикии, но Ио нашла сына и забрала его. Согласно альтернативной версии мифа, Эпаф родился в эвбейской пещере, и его мать сразу после этого умерла от укуса овода.
В любом случае дальнейшую судьбу Эпафа античные авторы связывают с Египтом, окружая его персонажами-эпонимами. Его мать стала женой местного царя Телегона, после смерти которого Эпаф получил царскую власть. Сам он женился на дочери речного бога Нила Мемфиде (согласно альтернативной версии, на Кассиопее, дочери Араба), и от этого брака родилась дочь Ливия, по имени которой получила название целая страна. Эпаф по приказу отца основал или укрепил множество городов в Египте, включая Мемфис.
Согласно Овидию, Эпаф был другом Фаэтона. Именно его заявление, будто Фаэтон — сын не Гелиоса, а какого-то смертного мужчины, побудило того направиться в колеснице к солнцу навстречу гибели.
Миф об Эпафе был особенно популярен в Аргосе; кроме того, он получил распространение на Эвбее и в Беотии. Не позже V века до н. э. Эпафа связали с египетскими верованиями: Ио начали отождествлять с Исидой, а её сына — со священным быком Аписом («Апис же по-эллински называется Эпафом», — пишет Геродот).

## Потомки
Детьми Эпафа, кроме Ливии, некоторые источники называют Лисианассу (она родила от Посейдона Бусириса), а также Мемфиду, Дороса, Телегона и Белоса. Есть версия, что и Эгипт был сыном Эпафа, а не правнуком. Ливия стала возлюбленной Посейдона и родила от него двух близнецов, Бела и Агенора; их потомками стали многие герои греческих мифов, включая Миноса, Персея и Геракла.
По мнению Роберта Грейвса, тот факт, что Эпаф и его мифические потомки правили Египтом, может говорить о попытках ахейцев «распространить свою власть на все „морские народы“ Юго-Восточного Средиземноморья».